# Acaudinum bulgaricum
Acaudinum bulgaricum är en insektsart. Acaudinum bulgaricum ingår i släktet Acaudinum och familjen långrörsbladlöss. Inga underarter finns listade i Catalogue of Life.